# Zoo di Barcellona

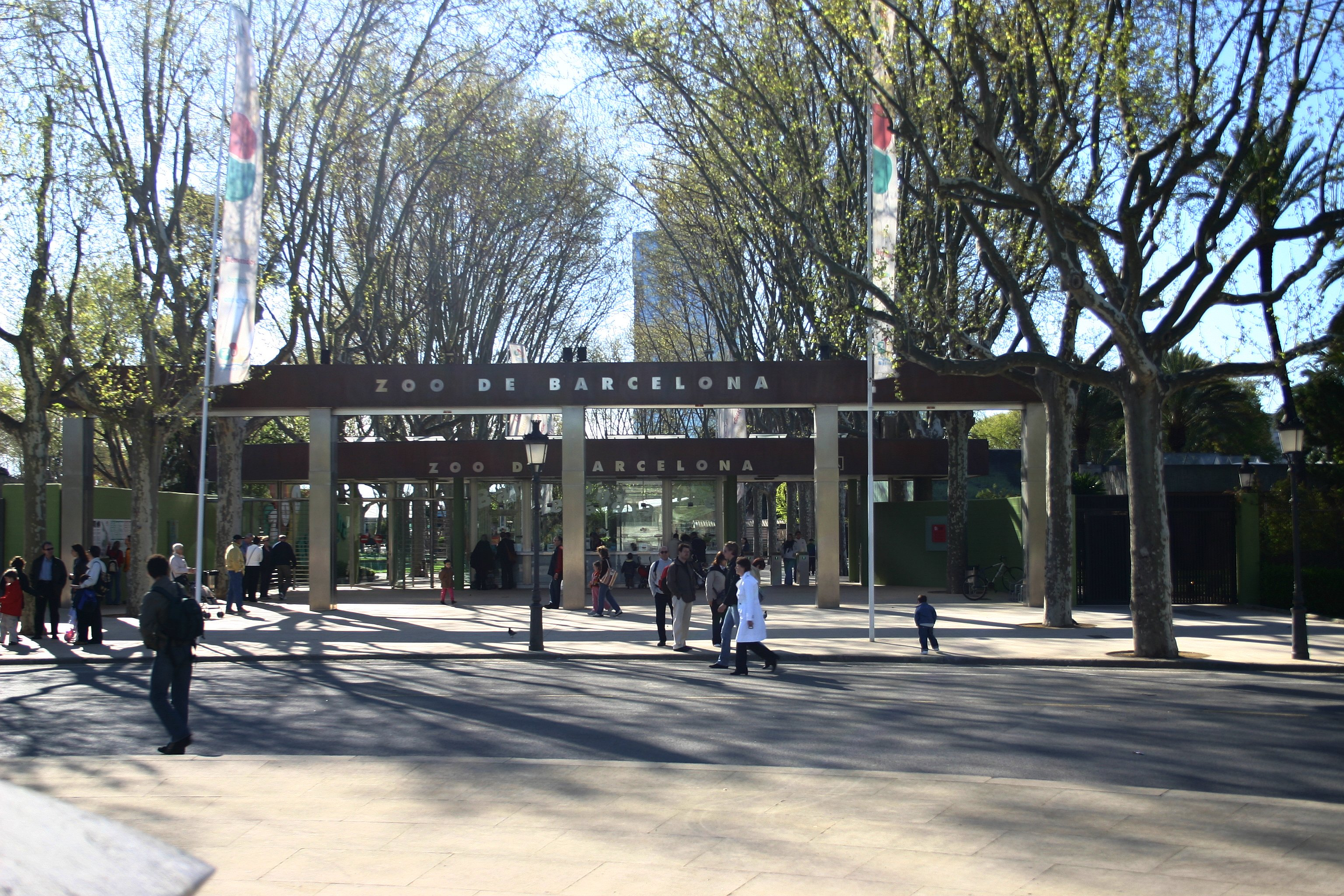
Ingresso dello zoo di Barcellona

Il parco zoologico di Barcellona è uno zoo che si trova nel parco della Cittadella della città di Barcellona e che ha tra i suoi obiettivi la conservazione, lo studio e l'educazione nei confronti delle specie animali.
Lo zoo di Barcellona ha una delle collezioni di animali tra le più importanti d'Europa con 7500 esemplari appartenenti a 400 specie diverse, ma per anni fino al 2003 l'ospite più famoso dello zoo è stato Fiocco di Neve, l'unico gorilla albino conosciuto.

## Galleria d'immagini

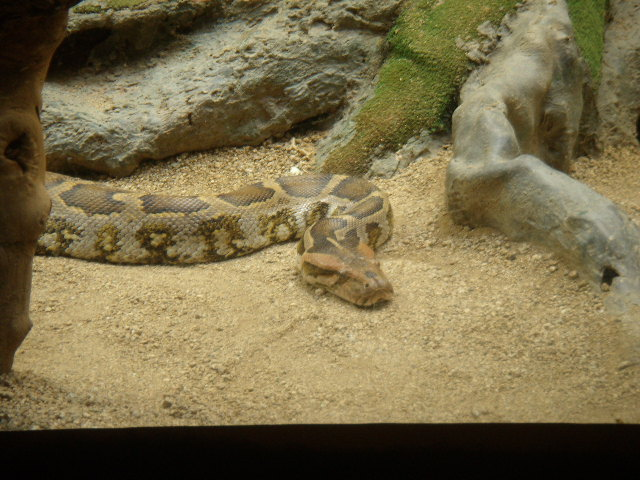
Pitone moluro
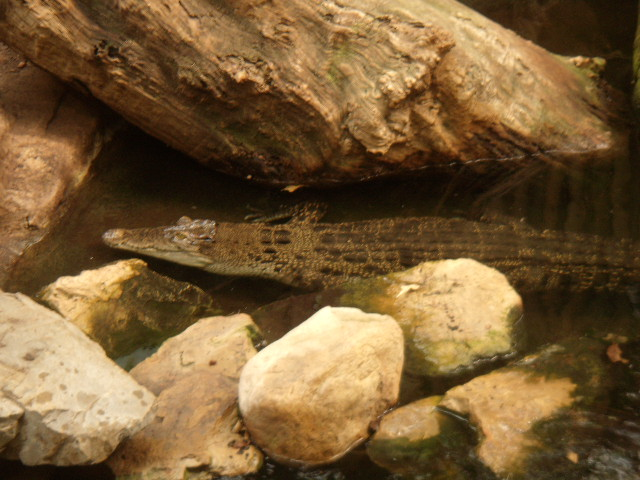
Coccodrillo marino